# Stephenia lyci
Stephenia lyci is een vlinder uit de familie van de Nymphalidae. De wetenschappelijke naam van de soort is voor het eerst gepubliceerd in 2006 door Jacques Pierre.
De soort komt voor in Tanzania en Malawi.